# Oh! Rebuceteio
Oh! Rebuceteio es el nombre de una película erótica y pornográfica brasileña, de año 1984 dirigida por Claudio Cunha. Fue una de las primeras películas en donde se demuestra escenas de sexo sin simulación, además alcanzó mucho éxito en Argentina, ya que fue visto con traducciones subtituladas, en Colombia, Venezuela y más países sudamericanos.  

## Sinopsis
Leticia es una muchacha que vive con su madre, quien acepta la decisión que su hija trabaje en obras de teatro con escenas de desnudez. Más tarde, el director Nenê Garcia no encuentra buenos resultados en las prácticas, lo que lo lleva a poder realizar ejercicios físicos, diferentes escenarios pero todo relacionado con el sexo. 
Una de las escenas más votadas fue la de una mujer que interpreta a una monja, otra mujer que se va a confesar a la iglesia y seducen a un cura, esta obra de teatro queda totalmente convencido a Nenê Garcia que el público va a emocionarse y tener mucho éxito. Luego un ensayo erótico con personajes animados, y una escena de dos hombres que atacan a una mujer para seducirla. Más tarde, Leticia tiene una discusión con su pareja de teatro, en el cual el grupo de jóvenes se dividen.
El final es cuando ensayan para la función, todos se distraen y tienen relaciones sexuales entre todo el grupo en el escenario. Luego se presenta la obra de teatro donde el público queda entusiasmado y el director de arte felicita a Nenê Garcia.

## Reparto
- Eleni Bandettini como Leticia.
- Claudio Cunha como Nenê García.
- Ronaldo Amaral como pareja de Leticia.
- Elizabeth Bacelar como participante en la obra de teatro.
- Jaime Cardoso como Jaime.
- Vinicius Kruger como Malibido.
- Peri Ornellas como Daniel Cavalero.
- Maria Teixeira como Papeleira.
- Peter Perurena como Director.
- Cleide Cunha como Participante en la obra de teatro.
- Raúl Escudero como actor en la obra.
- Dani Ornellas como actriz en la obra.
- Lia Farrel como actriz en la obra.
- Ines Kalafi como participante de ensayos.
- Ruy Leal como actor en la obra.
- Wagner Maciel como participante de ensayos.
- Débora Muniz como actriz de la obra.
- Carlos Persona como participante de ensayos.
- Paulo Prado como actor en la obra.
- Ilga Prata
- Riett
- José Luiz Rodi
- Julia Savassi
- Tonhao

## Éxito
Oh! Rebuceteio tuvo mucho éxito, en el cual Claudio Cunha, trabajo como guionista, director, actor protagonista y director de esta, y fue visto en muchos países. Además se crearon temas musicales como el tema principal escrito por el mismo productor, que aparece en las escenas principales de la película y "Leticia", que aparece cuando la actriz modela para un fotógrafo y más tarde tienen relaciones.